# 放課後のプレアデス
1. 初代公式ラッピングカー
2. 二代公式ラッピングカー

『放課後のプレアデス』（ほうかごのプレアデス）は、ガイナックス制作の日本のアニメ。GAINAXと富士重工業（現・SUBARU）が展開するアニメプロジェクト「SUBARU x GAINAX Animation Project」第1弾作品。2011年2月1日よりYouTubeで配信された。また、2015年4月より6月まで日本各地でテレビアニメ版が放送された。

## 概要
スバル自動車販売プロモーションの一環として日本国内をターゲットとし、公開期間を2011年冬限定としたWebアニメーションとして企画された。
当初この企画は、自社の「レガシィ」に採用した衝突防止機構「EyeSight（アイサイト）」のプロモーションを念頭に置いたアニメとして富士重工業がガイナックスに要望したものであり、主人公の成長物語としてキャラクターも仮設定していたが、議論を重ねた結果「クルマが出なくても構わない」「スバルの良さ」「スバルの挑戦」を見せたいという富士重工業側の要望と「車を登場させなくても、車の代わりとなる何かでスバルの良さを表現する」「スバルという存在自体を追求する」というガイナックス側の方向性から現在の形になり、制作された。
また、2011年1月31日に東京都内で開催された記者発表イベントでのGAINAXの武田康廣と富士重工業のWebマーケティングを担当する鈴木曜によるトークショーでは、「『EyeSight』をもじったサイトウアイというドジっ娘がクルマに乗りながら全国を旅して、いろいろな人と触れ合うという企画を考えたが、6月にはEyeSightが発売になってしまい、この企画はなくなった」という話が語られた。
そのため、作品の合間にCMを挟む一般的なテレビアニメとはプロモーション方法の異なる作品となっており、スバルの認知促進が目的でありながらも上記の通り作中にスバル製品は特に登場しない。しかし、作品の随所に以下のような自動車的要素が取り入れられていることで、スバルを表現した作品となっている。
- 展望室の鍵が自動車のキーのようなデザインになっている
- ドライブシャフトをモチーフにした杖の先端部分が現行のスバル主要車種に共通するグリルデザインを模しており、その杖の発する音が自動車のエンジン音になっている（TVアニメ版ではEyeSightのように障害物の前で停止する機能も備わっており、その際にはEyeSightと同じ警告音が鳴っている）。
- 登場するバス停留所の路線地名がスバルの各工場名（群馬県太田市、邑楽郡大泉町の矢島工場、太田北工場、大泉工場）になっている[4]。

なお、自動車のブランド名｢スバル｣は天体の昴(すばる)に由来するが、天文学ではおうし座のプレアデス星団といわれ、これがタイトルや作中の名称として用いられている。
また、配信開始と同時の深夜には渋谷駅前のオーロラビジョン4面をジャックして公開された。
2011年6月4日から同年7月1日までの期間限定で、ユナイテッド・シネマとコラボレーションしたオリジナル映画観賞マナームービーが本編上映前に流されることが決まった（ユナイテッド・シネマ阿久比は除く）。ユナイテッド・シネマでは公開記念キャンペーンとして、キャンペーン中オリジナルグッズの販売やオリジナルドリンクが販売された。
2013年3月21日、再始動が報告された。同年12月27日にはTwitter公式アカウントにテレビアニメ化をほのめかすツイートが投稿される。そして2014年2月7日には公式サイトに「Next Stageは…TVへ」というメッセージと、多数の新規イラストが掲載される。10月から『月刊ComicREX』でのコミカライズ「放課後のプレアデス Prism Palette」の連載も開始されている。そして12月16日、テレビアニメ番の制作発表会が行われ、正式にテレビアニメ化がアナウンスされた。なお、テレビアニメ版は当初は劇場版アニメとして企画されていたが、ワーナー・ブラザース・ホームエンターテイメント側の要望で、テレビアニメに変更された。
2024年6月にガイナックスが破産したため、当作品がガイナックス制作の最終作品となった。

## 登場人物
すばる
声 - 高森奈津美
主人公。星が好きなピンクの髪の少女。誕生日は5月9日。敬語が苦手で、幼馴染のあおいからはどんくさいと言われている。5人の中で最後に魔法使いになった。
中学校進学時、親友のあおいが自分を置いて黙って別の中学校へ進学してしまった事から、自分は実はあおいにとって足手まといな存在だったのではないかと傷つき疎遠となっていたが、プレアデス星人に選ばれたことでまた同じ学校に通うことになる。
あおいとの友情の印であるこぐま座のペンダントを持っており、運命線の違うあおいも同じペンダントを持っている。
7年前に入院した母親（声 - 佐藤利奈）のお見舞いで父親（声 - 加藤将之）と病室に迷い込んだ際にみなとと出会っている。
ドライブシャフト（杖）のモチーフはレガシィ（5代目 BM/BR系、テレビアニメ版では6代目 BN系がモチーフ）
あおい
声 - 大橋歩夕
すばるの幼馴染で、眼鏡をかけた青い髪の少女。誕生日は8月30日。ボーイッシュな見た目や服装をしており、本人は隠そうとしているが可愛いものが大好き。
すばるは、自分がいなくては何もできないと思っており常に気にかけている。
すばるの事情とは正反対で、中学進学時にすばるが自分に黙って別の中学に進学してしまった事から、自分のすばるへの思いはただの独りよがりだったのではないかと悩み疎遠になっていたが、プレアデス星人に選ばれたことで再びすばると同じ学校に通いだす。
ドライブシャフトのモチーフはインプレッサ→VA型WRX（3代目 GE/GH系、テレビアニメ版ではWRX VAがモチーフ）。
いつき
声 - 立野香菜子
黒髪の少女。誕生日は8月5日。柔らかい物腰で、誰にでも優しい女の子だが、見た目に反して力持ち。
幼少時は快活で積極的な性格だったが、兄の制止を聞かず登った木から落ちて額に怪我をしてしまい、更にこれに関する父親（声 - 川島得愛）と母親（声 - 植竹香菜）からの叱責が自分ではなく兄（声 - 石川界人）に向けられたことから、それ以降自分のわがままで他人を傷つけたくないと自分の言いたいことを言えない性格になった。またこの事から、怪我の跡に近い前髪に触れられることを極端に嫌う。
ドライブシャフトのモチーフはフォレスター（3代目 SH系、テレビアニメ版では4代目 SJ系がモチーフ）。
ひかる
声 - 牧野由依
オレンジの髪の少女。誕生日は4月12日。メンバーの中でも一番快活なムードメーカー。絶対音感の持ち主で運動神経もよいなど天才肌の持ち主だが、行き届いた気配りができる性格の持ち主。ドライブシャフトの腕前もかなり高い。
母親（声 - 篠原恵美）は天文台所長で、父親（声 - 津田健次郎）はピアニスト。本も映画も内容が分かったところで途中で止めてしまう中途半端さを内心気にしている。幼い頃、父親の作りかけの楽譜に音符を付けたことを未だに気にしていた。
ドライブシャフトのモチーフはトレジア（作中唯一のOEM車（トヨタ自動車のラクティス）だが、開発からスバルの技術者も携わっている）。
ななこ
声 - 藤田咲
紫の髪の少女。誕生日は10月18日。オカルト的な趣味を持ち普段から魔女のような帽子とマントを着ており、靴下は履かずに裸足のままで上履きやローファーを着用するスタイルを取っている。プレアデス星人、通称「会長」の通訳を担当している。会長の通訳をするとき以外は、静かでときどき謎めいた言葉を話したりする。
河原の石の中にいた会長の声に気付き、最初に接触した人間。その際、光の塊だった会長に促され、無意識に弟が昔絵に描いた空想の宇宙人「プレアデス星人」の姿と名前を与えた名付け親。
両親と弟の4人暮らしだったが、今は父親（声 - 津久井教生）と2人暮らし。7年前に母親（声 - 木村はるか）が弟（声 - 田中あいみ）だけを連れて放浪旅行に行ったことで、どんなに幸せでもいつかは一人だと思うようになり独りよがりになっていた。
ドライブシャフトのモチーフはエクシーガ→エクシーガ クロスオーバー7（テレビアニメ版）。
プレアデス星人
声 - 藤田咲
青い水の玉のような姿をした宇宙人ですばる達からは「会長」とよばれている。事故でバラバラになった恒星間宇宙船のカケラ「エンジン」を集めるために、すばる達に魔法の杖「シャフト」を与え魔法使いにする。
雄弁に話すが、ななこ以外には何を言っているか理解出来ず、すばる達はななこの通訳を介さなくては意思疎通出来ない。ななこの家に住んでおり、いつもななこの頭の上にいる。かなり食い意地が張っている。
第6話でプレアデス星人は昔住んでいた星が崩壊し、新天地を求め自分たちの時を止めて宇宙を旅していた。しかし、7年前に地球に到着する前の事故で宇宙船が故障し、12個（現在は13個）のエンジンのカケラはバラバラに散ってしまう。そのうちの1匹だった会長は、巨大な宇宙船を誰にも見られない地球の空に隠し、エンジンのカケラを宇宙または地球上で探すこととなった。その際にプレアデス星人の持つ「あらゆる可能性のなかの1つを任意に選べる技術」を使ってすばる達5人を呼び出した。小説版ではみなとの指摘で宇宙人ではなく宇宙船そのものの概念であることが判明する。第8話から、過去河川敷の石と同化していた時にななこに助け出され彼女の想像する「プレアデス星人」のイメージで固定化、以後彼女の家に居候していたことが判明する。
エルナト
声 - 堀江由衣
みなとの回想に登場する黄色いマフラーを巻いた少年。名前は仮名で、おうし座で2番目に明るい恒星エルナトからみなとがつけたもの。壊れた宇宙船をなおすために一人で「可能性の結晶」というエンジンとは違う結晶を集めていた。しかしそれを目撃したみなとを魔法使いにし、2人で結晶集めを始めることになる。結晶集めは順調だったが、あることがきっかけで対立する。エルナトはエンジンのかけらを使って自分の過去をやり直そうとするみなとを説得するが、聞く耳を持たないみなとの魔法陣に倒され、石化する。7年後河川敷で偶然ななこに発見され、「プレアデス星人」と名付けられる。
みなと
声 - 桑島法子
すばるが展望台に行こうとして不思議な空間に入ったときに出会ったおとなしい少年。誕生日は4月22日。
すばるが学校の色々な扉を開けた時にその空間に行くことができ、いつも彼女の相談に乗っている。謎の少年と瓜二つの姿をしているが、目の色が青い。すばるがエンジンのカケラ集めをしていることを知らないことと、彼の耳につけているピアスのデザインが少し違うことから別人だと思われた。正体は何らかの事象で（小説版では現実に絶望したみなとの救済を願ったエルナト）分割されたみなとの魂の片割れ。もう一人のみなと（謎の少年の）とは対照的に、可能性の結晶で創り上げられた庭園ですばるに見つかるまで静かに眠っていた。記憶の大半を失っており、第5話以前まで庭園での安穏な生活を楽しんでいた。ところが第6話で全ての記憶を思い出しもう一人の自分（謎の少年）がエンジンのかけらを使って自分の運命を変えようとしていることに驚愕する。そして不思議な空間内の庭園の花を満開に咲かせたあと、姿を消した。その際エンジンのカケラを奪うのに失敗した謎の少年と初対面し、何やら言葉を交わすが詳細は謎のままである。小説版では謎の少年と邂逅した後、二人の魂が1つに融合する。それ以降はいままでの穏やかな気質に加えて、自分のためなら手段を選ばない謎の少年の獰猛さが内包した二重人格のような状態となった。
その後、すばるの学校に転校し、彼女と何事もないように過ごす。
謎の少年
声 - 桑島法子
角のついたヘッドアクセに黒いマントを羽織った赤髪の少年。エンジンのカケラを狙っており、高圧的な態度でいつもすばるたちを邪魔している。
テレビアニメでは、みなとと瓜二つの姿をしているが、目の色が赤い。第6話でみなとと初対面し、何やら言葉を交わすが詳細は謎のままである。
正体はみなと。7年前、星が好きな少年だったが、身体が弱く病院で入院していた。ある日の夜、怪しい行動をする少年と出会う。エルナトと名付けた少年は、壊れた宇宙船をなおすためにカケラ集めをしていた。彼の役に立ちたいと思ったみなとはカケラ集めに協力し、友達になる。夜のカケラ集めはずっと病室で過ごしていたみなとにとって未知の冒険だったようで、楽しい時間だった。その途中に病室に迷い込んだすばるに遭い、魔法で宇宙を見せた。彼女と話しているうちに、弱い自分でも誰かを守ったり、役に立てると希望を持つようになる。しかしエンジンのカケラに遭遇し、すばるの願いのために捕まえようとした際、エルナトに与えられた魔力を使い切ってしまう。さらにエルナトと出会った時から昏睡状態になっていて魂の状態で行動していたこと、エルナトとのカケラ集めもすばるとの出会いも全てが幻だということを悟りショックを受ける。絶望を知ったみなとは未来へ向かっているエンジンのカケラを使って、過去からやり直そうと目論むも失敗。それ以来彼の魂は分割され、一人は呪われた存在として宇宙を漂い、一人は「可能性のカケラ」の力で永遠に覚めないまま地球に残した。
そして13個のカケラでみなとが叶えたい願いは「自分だけの世界を探して地球から自分のことを消す」ことだった。第10話で11個のカケラを奪い、12個目のカケラを待っていた時に追いかけてきたすばるに会い、みなとと過ごした記憶は幻ではなかったという言葉に衝撃を受け涙する。ところが現れたエンジンのカケラからすばるを庇って胸を突かれてしまい、消滅した。
しかし子供時代のみなとから渡された可能性の結晶に導かれたすばるが再び彼の温室(現実の病室)の扉を開け、彼に結晶を返すことで魔法使いとして復活した。
この時衣装は黒基調の角マントの姿ではなくすばるのように白を基調としたものに変わっており逆にすばるの方が黒を基調とした姿へと変身した。
この姿になってからは飛行時はすばる達と同様のドライブシャフトを使用するようになるが、モチーフはレヴォーグである。
エンジンのかけら集めが終わったあとは現実を受け止め、いつかすばるが病室の扉を開けてくれるのを待ち望んでいる。小説版ではすばるの時間軸で昏睡状態から目覚めた。

## Webアニメ
2011年2月1日に第1夜から第4夜まで1話を4本に分割してWeb配信。2011年2月7日より、『Wish Upon the Pleiades（Hokago no Pleiades）』のタイトルで、公式英語字幕版が公開された。また、第4夜の終盤でスタッフらによるイラストが収録されている。2015年4月15日にBlu-ray Discが発売された。
キャッチコピーは「空を見上げた。あの星の輝きを見つけた」。

### あらすじ
放課後の学校、星が好きな少女（すばる）が天望室のカギを開け入ると、そこはいつもの天望室ではなく温室のような場所へと繋がっていた。すばるはそこで不思議な少年（みなと）と知り合う。その少年と知り合った後、帰宅するため階段を下りていたすばるであったが、今度は不可思議な生物（プレアデス星人）と遭遇してしまい、大切なコンパスを持ち去られてしまう。コンパスを探し校舎の廊下をさ迷っていたところ、たまたま近くにあった部室の扉にすばるが触れたとき、扉はひとりでに開け放たれ魔女のような格好をした4人の少女たちと出会う。すばるはその少女たちのなかに親友（あおい）の姿を見つけ……。

### スタッフ
- 原作・アニメーション制作 - GAINAX
- 監督・絵コンテ・演出・脚本 - 佐伯昭志
- コンセプトアート・キャラクター原案・脚本 - 菊地大輔
- キャラクターデザイン・作画監督 - 大塚舞
- 3D監督 - 小宮智彦
- 色彩設計 - 吉村智恵
- 美術監督 - 加藤浩
- 撮影監督 - 山田豊徳
- 編集 - 平木大輔
- 音楽 - 棚橋UNA信仁
- 音響監督 - 飯田里樹
- 製作 - SUBARU、GAINAX、dentsu、DENTSU razorfish、DENTSU TEC INC.

### 主題歌
メインテーマ「放課後のプレアデス」
作詞 - くまのきよみ / 作曲・編曲 - 棚橋UNA信仁 / ギター - 加藤薫 / 歌 - すばる（高森奈津美）、あおい（大橋歩夕）、いつき（立野香菜子）、ひかる（牧野由依）、ななこ（藤田咲）

## テレビアニメ
2015年4月より6月まで放送された。2013年12月27日に公式Twitter上で発表。2014年12月16日の製作発表会にてスタッフ・担当声優・放送局が公表された。
テレビアニメ版では、5人は同じ座席にいた違う運命線（数年前のとある地点から枝分かれしたパラレルワールド）からプレアデス星人によって呼ばれた存在であり、7年前の事故で壊れた宇宙船を修復するためにエンジンのカケラを集めることになる。

### スタッフ（テレビアニメ）
- 原作・アニメーション制作 - GAINAX
- 監督 - 佐伯昭志
- キャラクター原案 - 菊地大輔（全話）、品川宏樹（第11話 - 第12話）
- キャラクターデザイン・総作画監督 - 大塚舞
- メカニック設定・メカ作画監督（第3話 - ） - 村松尚雄
- 美術監督・美術設定 - 加藤浩
- 色彩設計 - 吉村智恵
- 撮影監督 - 石黒晴嗣
- 3DCGアニメーションディレクター - 本間健太郎
- 3DCGラインディレクター - 白井宏旨
- 編集 - 三嶋章紀
- 音響監督 - 飯田里樹
- 音楽 - 浜口史郎
- プロデューサー - 岡田昭彦、福田順、山崎史紀、盛谷尚也、原裕和、伊藤幸弘
- アニメーションプロデューサー - 高橋祐一
- 企画協力 - 富士重工業
- 製作 - 放課後のプレアデス製作委員会（ワーナー・ブラザース・ホームエンターテイメント、クロックワークス、ショウゲート、ローソンHMVエンタテイメント、電通、BSフジ）

### 主題歌（テレビアニメ）
オープニングテーマ「Stella-rium」（第1話 - 第11話）
作詞 - くまのきよみ / 作曲・編曲 - samfree / 歌 - 鹿乃
エンディングテーマ「ここから、かなたから」（第2話 - 第12話）
作詞 - くまのきよみ / 作曲・編曲 - 伊藤翼 / 歌 - fragments（高森奈津美、大橋歩夕、立野香菜子、牧野由依、藤田咲）
挿入歌
「星めぐりの歌」（第2話）
作詞・作曲 - 宮沢賢治 / 編曲 - 若林タカツグ / 歌 - すばる（高森奈津美）&あおい（大橋歩夕）
「reminiscence」（第8話）
作詞 - くまのきよみ / 作曲・編曲 - 中村博 / 歌 - ななこ（藤田咲）

### 各話リスト
| 話数   | サブタイトル                           | 脚本                   | 絵コンテ              | 演出              | 作画監督                                                       |
| ------ | -------------------------------------- | ---------------------- | --------------------- | ----------------- | -------------------------------------------------------------- |
| 第1話  | 流星予報: 雨時々流れ星                 | 佐伯昭志               | 佐伯昭志              | 佐伯昭志          | 大塚舞                                                         |
| 第2話  | 星めぐりの歌                           | 佐伯昭志               | 佐伯昭志 春藤佳奈     | 春藤佳奈          | 橋口隼人                                                       |
| 第3話  | 5人のシンデレラ                        | 佐伯昭志               | 佐伯昭志 井畑翔太     | 井畑翔太          | 清丸悟                                                         |
| 第4話  | ソの夢                                 | 浦畑達彦 森悠 佐伯昭志 | 春藤佳奈 佐伯昭志     | 吉田徹            | 西村真理子                                                     |
| 第5話  | 帽子と氷とお姫様                       | 浦畑達彦               | 大野木彩乃            | 大野木彩乃        | 木野下澄江                                                     |
| 第6話  | 目覚めの花                             | 浦畑達彦 佐伯昭志      | 井畑翔太 佐伯昭志     | 井畑翔太 佐伯昭志 | 清丸悟                                                         |
| 第7話  | タカラモノフタツ 或いは イチゴノカオリ | 森悠                   | 春藤佳奈              | 春藤佳奈          | 大村将司 木野下澄江                                            |
| 第8話  | ななこ13（サーティーン）               | 浦畑達彦               | 春藤佳奈 佐伯昭志     | 玉田博            | 橋口隼人 空賀萌香                                              |
| 第9話  | プラネタリウムランデブー               | 森悠                   | 吉田徹                | 吉田徹            | 西村真理子 木野下澄江                                          |
| 第10話 | キラキラな夜                           | 森悠                   | 春藤佳奈              | 春藤佳奈          | Kim Jeong Eun 南方麻奈美、大村将司 池森絵美、梅下麻奈未 清丸悟 |
| 第11話 | 最後の光と彼の名前                     | 森悠 浦畑達彦 佐伯昭志 | 村川健一郎 中山奈緒美 | 佐伯昭志          | 木野下澄江                                                     |
| 第12話 | 渚にて                                 | 森悠 浦畑達彦 佐伯昭志 | 佐伯昭志              | 佐伯昭志          | 大塚舞 清丸悟                                                  |

### 放送局
| 放送期間                | 放送時間                     | 放送局             | 対象地域   | 備考                                           |
| ----------------------- | ---------------------------- | ------------------ | ---------- | ---------------------------------------------- |
| 2015年4月9日 - 6月25日  | 木曜 2:44 - 3:14（水曜深夜） | 朝日放送           | 近畿広域圏 | 『水曜アニメ〈水もん〉』第2部                  |
| 2015年4月10日 - 6月26日 | 金曜 0:00 - 0:30（木曜深夜） | TOKYO MX           | 東京都     | 渋谷区恵比寿に富士重工(現SUBARU）本社が存在    |
|                         | 金曜 0:30 - 1:00（木曜深夜） | とちぎテレビ       | 栃木県     | 宇都宮市内に富士重の航空宇宙部門生産拠点が存在 |
|                         |                              | 群馬テレビ         | 群馬県     | 太田市内に富士重の自動車生産拠点が存在         |
| 2015年4月13日 - 6月29日 | 月曜 0:30 - 1:00（日曜深夜） | BSフジ             | 日本全域   | 製作委員会参加                                 |
|                         | 月曜 23:30 - 火曜 0:00       | AT-X               | 日本全域   | リピート放送あり                               |
| 2015年7月2日 - 9月17日  | 木曜 23:00 - 23:30           | キッズステーション | 日本全域   | 『エリア23』枠 / リピート放送あり              |

| 配信期間               | 配信時間                     | 配信サイト         | 備考                                             |
| ---------------------- | ---------------------------- | ------------------ | ------------------------------------------------ |
| 2015年4月15日 - 7月1日 | 水曜 12:00 更新              | ニコニコチャンネル | 第1話無料、第2話以降6日半（火曜23:59まで）無料。 |
|                        |                              | バンダイチャンネル | 第1話無料、第2話以降6日半（火曜23:59まで）無料。 |
| 2015年4月16日 - 7月2日 | 木曜 0:00 - 0:30（水曜深夜） | ニコニコ生放送     |                                                  |

### BD / DVD
| 巻  | 発売日         | 収録話                   | 規格品番   | 規格品番   | 初回生産限定特典 (個別) |
| 巻  | 発売日         | 収録話                   | BD初回版   | DVD初回版  | 初回生産限定特典 (個別) |
| --- | -------------- | ------------------------ | ---------- | ---------- | ----------------------- |
| 1   | 2015年06月24日 | 第1話 - 第2話            | 1000568519 | 1000568525 | サウンドトラック        |
| 2   | 2015年07月29日 | 第3話 - 第4話            | 1000568520 | 1000568837 | ブックレット(40P)       |
| 3   | 2015年08月26日 | 第5話 - 第6話            | 1000568521 | 1000568838 | ラジオCD                |
| 4   | 2015年09月30日 | 第7話 - 第8話            | 1000568522 | 1000568839 | ブックレット(40P)       |
| 5   | 2015年10月28日 | 第9話 - 第10話           | 1000568523 | 1000568850 | ラジオCD                |
| 6   | 2015年11月25日 | 第11話 - 第12話          | 1000568524 | 1000568851 | ブックレット(40P)       |
| BOX | 2016年12月7日  | 第1話 - 第12話 YouTube版 | 1000568524 | -          | 外伝小説                |

- 初回生産限定特典(共通)

・大塚舞 描き下ろしデジパック仕様
・特製クリアケース
・エンドカード＆アイキャッチイラストカード

### Webラジオ
『放課後のプレアデスRADIO』は、音泉にて2015年3月19日から9月17日まで配信されていたWebラジオ番組。第1回から第19回まで毎週木曜日更新、第20回から第23回まで隔週木曜日更新、全23回。パーソナリティは、高森奈津美（すばる役）が務めた。アーカイブ収録としてCD単体での発売はなく、BD/DVD初回生産限定版特典としてのみ第3巻（第1回から第12回）と第5巻（第13回から第23回）に付属されている。
ゲスト
第5回・第6回 - 藤田咲（ななこ役）
第7回・第8回 - 大橋歩夕（あおい役）
第9回・第10回 - 鹿乃（OP曲 歌唱担当）※ラジオ初収録
第11回・第12回 - 立野香菜子（いつき役）
第13回・第14回 - 桑島法子（みなと役）
第17回・第18回 - 佐伯昭志（監督）
第20回・第21回 - 牧野由依（ひかる役）
第22回 - 塚本祐一郎（ワーナー エンターテイメント ジャパン）

## 漫画
放課後のプレアデス Prism Palette
2014年10月27日発売の『月刊ComicREX』2014年12月号から2016年5月号まで連載された。作画はAnmi、第2話から構成協力にばう。
1. 放課後のプレアデス Prism Palette 1（2015年4月27日発売）
  - 特装版 ISBN 978-4-7580-6499-6
  - 通常版 ISBN 978-4-7580-6498-9

2. 放課後のプレアデス Prism Palette 2（2016年6月27日発売）
  - 特装版 ISBN 978-4-7580-6583-2
  - 通常版 ISBN 978-4-7580-6576-4

ぷにっと放課後のプレアデス
2014年12月22日発売の『まんが4コマぱれっと』2015年2月号から2016年5月号まで連載。作画は未来電機。
- 2016年5月21日発売 ISBN 978-4-7580-8258-7

## 小説
放課後のプレアデス 放課後だけの魔法使い！
著者は粟生こずえ、イラストはアニメで小物設定などを担当していた鯉沼菜奈が手がけている。児童文学として書き下ろしたオリジナルストーリー。2015年6月30日に上巻である「すばるとなぞの少年」が、同年8月18日に下巻である「すばるとカケラの秘密」が発売された。
1. 放課後のプレアデス 放課後だけの魔法使い！ すばるとなぞの少年（2015年6月30日発売） ISBN 978-4-05-204188-4
2. 放課後のプレアデス 放課後だけの魔法使い！ すばるとカケラの秘密（2015年8月18日発売） ISBN 978-4-05-204223-2

放課後のプレアデス みなとの星宙
著者は菅浩江、イラストは木野下澄江。みなとからの視点で描いたストーリー。2015年8月1日発売。 ISBN 978-4-75-801460-1

## 公式ラッピングカー
- スバル・WRX S4 - 「放課後のプレアデス」初代公式ラッピングカー。本車の正式名称は、スバル WRX S4 PLEIADES SPECIAL EDITIONで[14]、各所にメーンキャラクターがあしらわれた車両であり[15]、宣伝に供された後販売された[15][14]。
- スバル・WRX STI - 「放課後のプレアデス」2代公式ラッピングカーとして供され[14]、イベント時以外はゼロスポーツのショールームに展示されていたが、抽選販売が実施され売却された[16][17]。

## イベント
TVアニメ「放課後のプレアデス」の制作発表会
2014年12月16日（火）に、スバル恵比寿ショウルームで制作発表会が開催された。制作発表会には、すばる役の高森奈津美、あおい役の大橋歩夕、いつき役の立野香菜子、ひかる役の牧野由依、ななこ役の藤田咲が登壇した。
宇宙ミュージアム「TeNQ（テンキュー）」企画展「『宇宙』のえがき手」
2015年2月28日（土）から6月28日（日）まで、東京・文京区にある東京ドームシティ宇宙ミュージアム「TeNQ（テンキュー）」で企画展「『宇宙』のえがき手」が開催され、テレビアニメシリーズ『放課後のプレアデス』が展示された。主人公・すばる役の高森奈津美、メインキャスト6人の声優のサインが飾られ、ケース内には原画も展示された。『放課後のプレアデス』が国立天文台の4次元デジタル宇宙プロジェクト(4D2Uプロジェクト)に、取材や監修の制作協力をしてもらっており、同じ宇宙を扱う「TeNQ」とのコラボが実現した。
「AnimeJapan 2015」
2015年3月21日（土）、22日（日）に東京ビッグサイトで開催された「AnimeJapan 2015」で、3月21日（土）にTVアニメ「放課後のプレアデス」放送直前スペシャルステージが行われた。出演者：高森奈津美、大橋歩夕、立野香菜子、牧野由依、藤田咲。
放課後のプレアデス×アトレ秋葉原 スペシャルキャンペーン
2015年3月27日（金）から5月6日（水）まで、アトレ秋葉原で、スペシャルキャンペーンが行われた。オリジナルブロマイドがプレゼントされた。また、4月5日（日）は、すばる役の高森奈津美がアトレ秋葉原の一日店長に就任した。4月25日（土）は、ひかる役の牧野由依がアトレ秋葉原の一日店長に就任した。
福島ガイナックス 福島さくら遊学舎で上映会＆トークショー
2015年3月28日（土） 15：30から、「福島ガイナックス 福島さくら遊学舎」で、TVアニメ『放課後のプレアデス』第1、2話の先行上映、　キャスト、スタッフによるトークショーが行われた。高森奈津美（すばる役）が登壇した。
「放課後のプレアデス」の先行上映会
2015年4月3日（金）21：30からユナイテッド・シネマ豊洲で、4月からスタートするTVアニメ「放課後のプレアデス」の先行上映会＆トークショーが開催された。先行上映会＆トークショーには高森奈津美、大橋歩夕、牧野由依が登壇した。
マチ★アソビ『放課後のプレアデス』イベント
2015年5月3日から5日、徳島県で開催されたアニメイベント「マチ★アソビvol.14」でアニメ『放課後のプレアデス』関連のイベントや展示が行われた。初日には、すばる役の高森奈津美が登場してのトークイベントを両国橋西公園ステージで開催。『放課後のプレアデス』の魅力や、今後の物語の見どころなどを語った。
とちてれ★アニメフェスタ!
2015年5月6日（水）に、 栃木県宇都宮市「オリオンスクエア」で行われた「とちてれ☆アニメフェスタ」に、すばる役の高森奈津美とあおい役の大橋歩夕が出演した。
TVアニメ「放課後のプレアデス」の第1話～第5話振り返り上映会
2015年5月16日（土）20：00からニコニコ生放送で、第1話～第5話振り返り上映会が実施された。
「放課後のプレアデス ニコ生スペシャル」
2015年5月16日（土）22：00からニコニコ生放送で、「放課後のプレアデス ニコ生スペシャル」が配信された。すばる役の高森奈津美、あおい役の大橋歩夕、ななこ役の藤田咲が登場した。
EDテーマ「ここから、かなたから」発売記念イベント
2015年5月27日発売のfragments(高森奈津美、大橋歩夕、立野香菜子、牧野由依、藤田咲)「ここから、かなたから」の発売記念イベント。高森奈津美、大橋歩夕によるイベント限定特典(特製ポストカード)のお渡し会が開催された。
2015年5月31日（日）、HMV立川、アキバ☆ソフマップ1号店 7Fイベントスペース、とらのあな秋葉原店C 4F イベントフロア、AKIHABARAゲーマーズ本店 1F店頭
2015年6月6日（土）、アニメイト渋谷店、ゲーマーズ横浜店、とらのあな横浜店、アニメイト横浜店
新宿マルイ アネックスでイベント
2015年6月25日(木)から7月14日(火)まで、新宿マルイアネックス 6Fイベントスペース「Space ONE」で、「ミニギャラリー＆ショップin Shinjuku MARUI ANNEX」と銘打って『放課後のプレアデス』の様々なグッズや、天体観測用のグッズなども一同に集合して販売、イベントショップ限定の抽選会も実施された。
Blu-ray&DVD 第1巻 発売記念イベント
2015年7月5日(日) 、アニメイト横浜店、HMVエソラ池袋 店内イベントスペースにて、TVアニメ『放課後のプレアデス』Blu-ray&DVD 第1巻の発売記念イベント。すばる役の高森奈津美、ななこ役の藤田咲が出演し、トークショー＆お渡し会が実施された。
「放課後のプレアデス」一挙上映イベント
2015年7月25日（土）にシネマート新宿で、「TVアニメ『放課後のプレアデス』一挙上映＆キャストトークショー」が開催された。すばる役の高森奈津美、あおい役の大橋歩夕、いつき役の立野香菜子、ななこ役の藤田咲、みなと役の桑島法子が出演して、TVシリーズ全12話の一挙上映とキャストトークショーを行った。トークショーの際、欠席だったひかる役の牧野由依からのビデオメッセージが上映された。
コミックマーケット88出展
2015年8月14日(金)から8月16日(日)開催の「コミックマーケット88」西展示場4F企業ブースにて限定グッズを販売した。
コスプレイベント「オカエリ夏祭り」
2015年8月23日、南相馬市小高区の浮舟文化会館で、コスプレのイベントなどを通じてにぎわいをつくり復興を支援する「オカエリ夏祭り」が開かれた。福島ガイナックスと小高ワーカーズベースなどでつくる小高オカエリナサイ実行委員会（実行委員長・浅尾芳宣福島ガイナックス社長）の主催。アニメ「放課後のプレアデス」で、ひかる役の声優を務めた牧野由依によるトークショーなども催された。
【京まふ】京都国際マンガ・アニメフェア2015
2015年9月19日（土）、20日（日）、京都市勧業館（みやこめっせ）で、京都コンピュータ学院・京都情報大学院大学とGAINAXがコラボし、アニメ「放課後のプレアデス」作品の原画展示や物販を行った。
KOBEぽっぷカルチャーフェスティバル 4th
2015年9月26日(土)・27日(日)、神戸・新長田駅南地区商店街一帯&鉄人広場にて、「放課後のプレアデス」カフェ、GAINAX特設ブースでは、「放課後のプレアデス」だけではなく、GAINAX制作アニメの名シーンや原画(複製)・絵コンテ・AR台本等の展示・グッズ販売が行われる。9月27日14時30分より開催される「放課後のプレアデストークショー」では、佐伯監督、菅浩江が出演する。

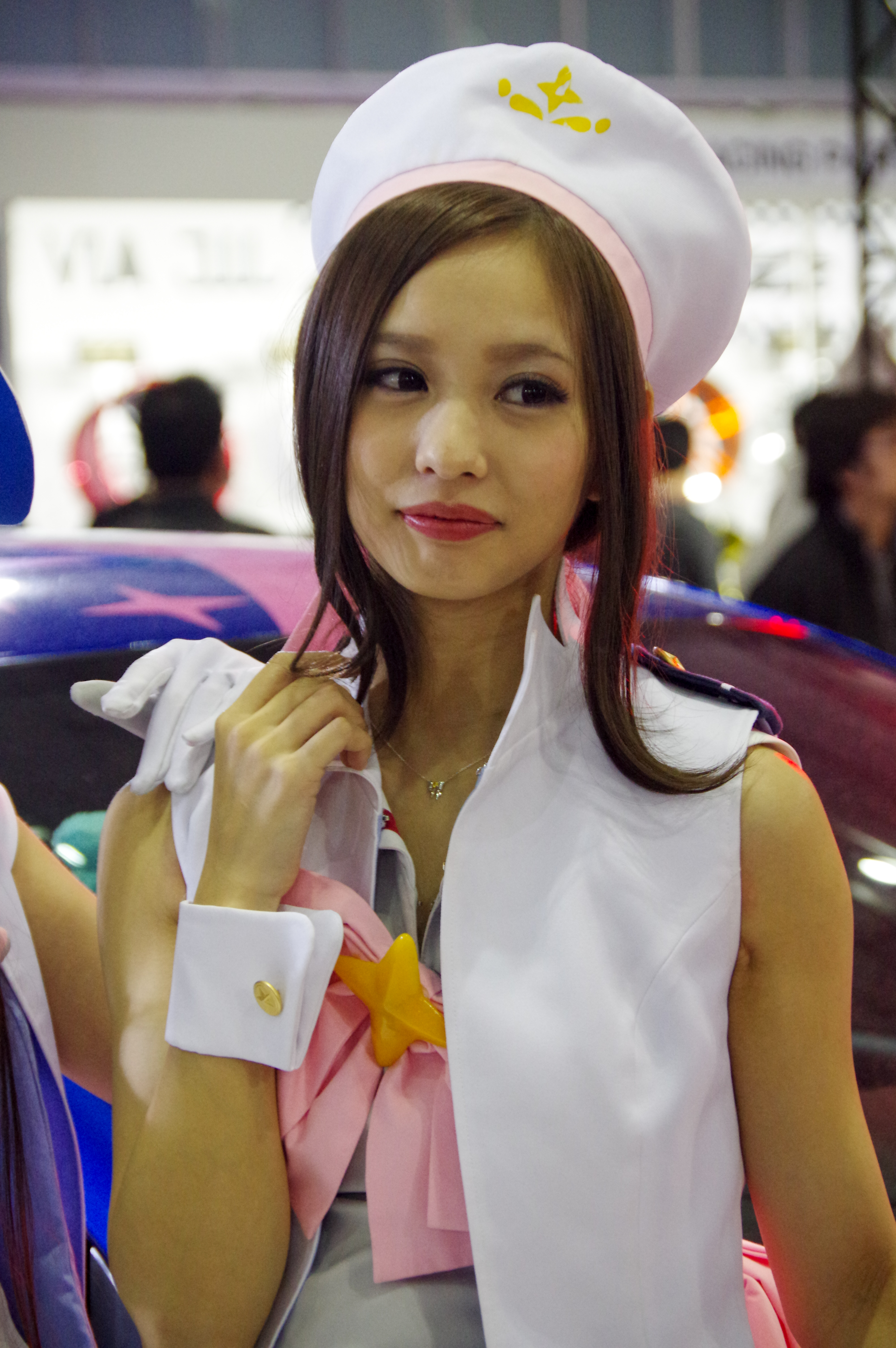
「東京オートサロン2016」でヒロイン・すばるのコスプレを披露した櫻井さえ

東京オートサロン2016
2016年1月15日 (金)から1月17日 (日)まで幕張メッセで開催された「東京オートサロン2016」にて、アニメ「放課後のプレアデス」2代目公式ラッピングカーの展示や物販を行った。ブースではモデル・レースクイーンとして活動する櫻井さえがヒロイン・すばるに、飯島直美があおいに扮して披露した。